# Jerónimo López (jesuita)

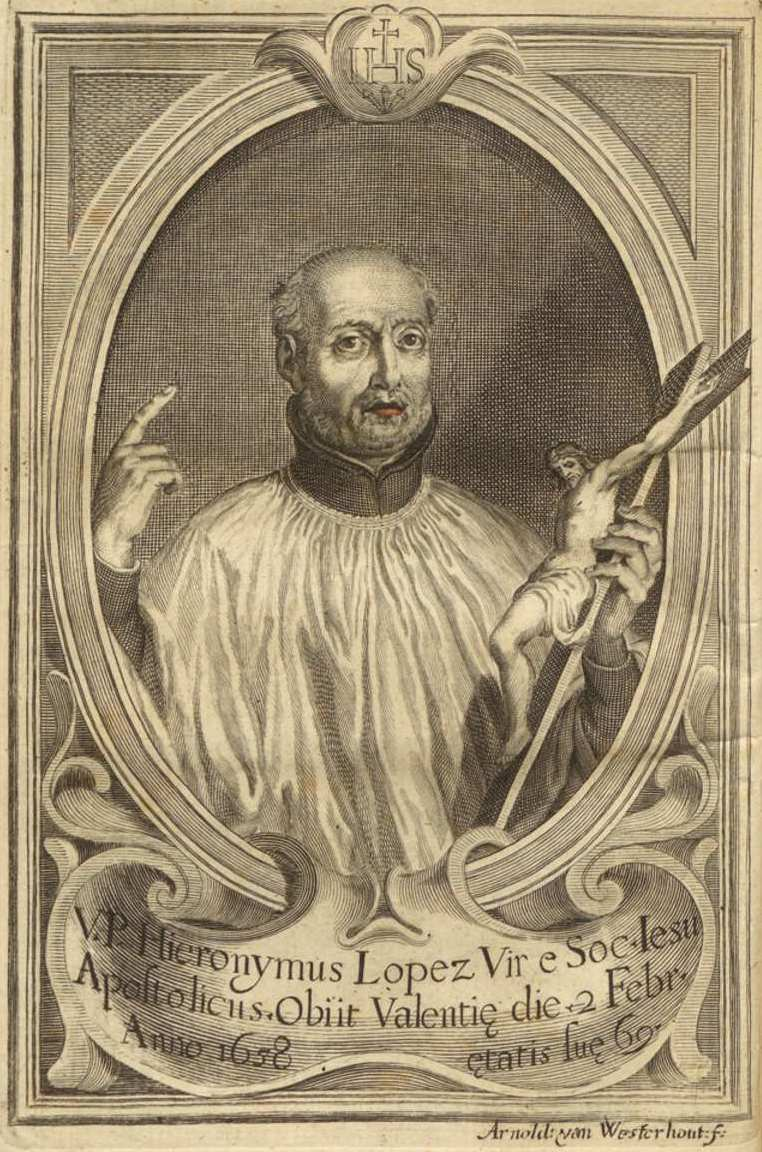
Jerónimo López, S. J., grabado de Arnold van Westerhout publicado como ilustración de la obra del jesuita Juan Marín, Vida, virtudes y missiones del venerable P. Geronimo Lopez... de la Compañía de Iesus de la provincia de Aragón, Roma, 1682. Biblioteca Nacional de España.

Jerónimo López (Gandía, 1589-Valencia, 2 de febrero de 1658) fue un sacerdote jesuita de la Corona de Aragón, conocido por el impulso que dio a las misiones populares con la introducción en ellas de dramatizaciones y espectáculos como las procesiones penitenciales de noche o actos de contrición. Haciendo del sacramento de la confesión el eje de su predicación, habría escuchado, según Martín de la Naja, su primer biógrafo, ochenta mil confesiones generales a lo largo de su vida, lo que hizo de él un maestro en la materia, sobre la que escribió el tratado Casos raros de la confesión.

## Biografía
Antes de concluir el siglo XVII se le dedicaron dos biografías: la del padre Martín de la Naja, El misionero perfecto. Deducido de la vida, virtudes, predicación y misiones del venerable y apostólico predicador Padre Jerónimo López de la Compañía de Jesús, Zaragoza, 1678, infolio de 662 páginas, y la del también padre jesuita Juan Marín, Vida, virtudes y missiones del venerable P. Geronimo Lopez... de la Compañía de Iesus de la provincia de Aragón, Roma, 1682, presentada como un resumen y adaptación de la anterior. Nacido en Gandía en 1589, en 1604 ingresó en la Compañía de Jesús en Tarragona. En 1609, navegando hacia Mallorca, cayó cautivo de piratas berberiscos y fue llevado a Argel con otros siete jesuitas. Pasado un año fueron liberados por mediación del rey Enrique IV de Francia, saliendo de su cautiverio, según el relato de La Naja, fortalecido en la fe y la castidad. Tras la tercera probación, en 1618, fue enviado a Huesca, en la diócesis de Jaca, desde donde partió en su labor misionera, que le llevó a recorrer buena parte de la península en no menos de 1300 misiones.
Recogió su experiencia misional, orientada a la evangelización de «labradores, oficiales y mujeres», en Práctica del Catecismo Romano y Doctrina cristiana, Madrid, 1640, que por humildad habría puesto en manos de Juan Eusebio de Nieremberg, para que saliendo a su nombre alcanzase más erudición y decoro, del mismo modo que quiso poner los Casos raros de la confesión, Valencia, 1656, a nombre de su superior, el padre Cristóbal de Vega. Dejó además manuscritas unas Industrias para dirección de misioneros sin «método, unión, ni orden de materias, ni división de capítulos, porque las iba escribiendo como se le iban ofreciendo a la memoria», según La Naja, que se sirvió de ellas ampliamente en su relato.